# 1583
Năm 1583 (số La Mã: MDLXXXIII) là một năm thường bắt đầu vào thứ bảy  trong lịch Gregory (hoặc một năm thường bắt đầu vào thứ ba của lịch Julius chậm hơn 10 ngày).